# NGC 1020
NGC 1020 (другие обозначения — ZWG 388.81, PGC 10018) — линзообразная галактика (S0) в созвездии Кит. Открыта Альбертом Мартом в 1865 году.
Этот объект входит в число перечисленных в оригинальной редакции «Нового общего каталога».

## Характеристики
Расстояние, определённое по красному смещению, равно 97,3(6,8) Мпк, по светимости 95,6 Мпк, по угловому размеру 91,4 Мпк. Болометрическая светимость галактики в ближнем инфракрасном диапазоне составляет 1,74(35)×1010 L⊙, в видимом диапазоне — 8,2(4,0)×109 L⊙. Галактика очень близка на небесной сфере к спиральной галактике NGC 1021 (угловое расстояние около 1,2 минуты к юго-востоку), однако лучевая скорость последней меньше, чем у NGC 1020, на 1300 км/с. Это означает, что их разделяет по лучу зрения почти 20 Мпк, с учётом того, что постоянная Хаббла составляет примерно 68 км/(с·Мпк); для сравнения, расстояние между нашей Галактикой и туманностью Андромеды (М 31) — меньше мегапарсека.
Вместе с галактиками NGC 993, IC 246, NGC 1019, NGC 1016, IC 241, NGC 1004 и NGC 1008 образует группу HDC 159 (она известна также по названию наиболее яркой галактики в группе — NGC 1016), которая расположена на небе примерно посередине между звёздами Дельта Кита и Гамма Кита.

## Наблюдаемость
Галактику можно наблюдать в достаточно качественные любительские телескопы во всех местностях земного шара, кроме самых южных околополярных областей, где она всегда ниже горизонта. Она видна с конца июня (на западе после захода Солнца) до середины марта (на востоке перед восходом Солнца), лучшее время для наблюдений — ноябрь, кроме южных полярных областей, где в это время длится полярный день или белые ночи.